# Maksym Malyšev
Maksym Vasyl'ovyč Malyšev (in ucraino Максим Васильович Малишев?; Donec'k, 24 dicembre 1992) è un ex calciatore ucraino, di ruolo centrocampista.

## Carriera

### Club
Cresciuto nel settore giovanile dello Šachtar Donec'k, disputando con la formazione giovanile diversi campionati di terza serie, viene mandato nel gennaio del 2013 in prestito allo Zorja Luhans'k, rimanendovi fino al 2015, totalizzando trentadue presenze tra campionato e coppe condite da quattro gol. Al termine della stagione 2014-2015, ritorna allo Šachtar, venendo aggregato alla prima squadra guidata da Mircea Lucescu.

### Nazionale
Con la selezione ucraina under-21 ha preso parte alle Qualificazioni al campionato europeo di calcio Under-21 2015, scendendo in campo 6 volte in totale.
Nel giugno del 2015 viene convocato per la prima volta in Nazionale maggiore dal CT Mychajlo Fomenko per un'amichevole contro la Georgia, senza tuttavia scendere in campo. L'esordio ufficiale avviene il 24 marzo 2016, in un'amichevole contro Cipro vinta per 1-0.

## Statistiche

### Cronologia presenze e reti in Nazionale
| Cronologia completa delle presenze e delle reti in nazionale ― Ucraina under 21 | Cronologia completa delle presenze e delle reti in nazionale ― Ucraina under 21 | Cronologia completa delle presenze e delle reti in nazionale ― Ucraina under 21 | Cronologia completa delle presenze e delle reti in nazionale ― Ucraina under 21 | Cronologia completa delle presenze e delle reti in nazionale ― Ucraina under 21 | Cronologia completa delle presenze e delle reti in nazionale ― Ucraina under 21 | Cronologia completa delle presenze e delle reti in nazionale ― Ucraina under 21 | Cronologia completa delle presenze e delle reti in nazionale ― Ucraina under 21 |
| Data                                                                            | Città                                                                           | In casa                                                                         | Risultato                                                                       | Ospiti                                                                          | Competizione                                                                    | Reti                                                                            | Note                                                                            |
| ------------------------------------------------------------------------------- | ------------------------------------------------------------------------------- | ------------------------------------------------------------------------------- | ------------------------------------------------------------------------------- | ------------------------------------------------------------------------------- | ------------------------------------------------------------------------------- | ------------------------------------------------------------------------------- | ------------------------------------------------------------------------------- |
| 18-11-2013                                                                      | Thun                                                                            | Svizzera under 21                                                               | 1 – 2                                                                           | Ucraina under 21                                                                | Qual. Europeo Under-21 2015                                                     | -                                                                               | 70’                                                                             |
| 28-05-2014                                                                      | Zagabria                                                                        | Croazia under 21                                                                | 1 – 1                                                                           | Ucraina under 21                                                                | Qual. Europeo Under-21 2015                                                     | -                                                                               | 9’                                                                              |
| 08-06-2014                                                                      | Čerkasy                                                                         | Ucraina under 21                                                                | 2 – 1                                                                           | Lettonia under 21                                                               | Qual. Europeo Under-21 2015                                                     | -                                                                               | 70’                                                                             |
| 04-09-2014                                                                      | Čerkasy                                                                         | Ucraina under 21                                                                | 2 – 0                                                                           | Svizzera under 21                                                               | Qual. Europeo Under-21 2015                                                     | -                                                                               | 88’                                                                             |
| 10-10-2014                                                                      | Čerkasy                                                                         | Ucraina under 21                                                                | 0 – 3                                                                           | Germania under 21                                                               | Qual. Europeo Under-21 2015                                                     | -                                                                               | 56’                                                                             |
| 14-10-2014                                                                      | Essen                                                                           | Germania under 21                                                               | 2 – 0                                                                           | Ucraina under 21                                                                | Qual. Europeo Under-21 2015                                                     | -                                                                               | 7’                                                                              |
| Totale                                                                          |                                                                                 | Presenze                                                                        | 6                                                                               |                                                                                 | Reti                                                                            | 0                                                                               |                                                                                 |

| Cronologia completa delle presenze e delle reti in nazionale ― Ucraina | Cronologia completa delle presenze e delle reti in nazionale ― Ucraina | Cronologia completa delle presenze e delle reti in nazionale ― Ucraina | Cronologia completa delle presenze e delle reti in nazionale ― Ucraina | Cronologia completa delle presenze e delle reti in nazionale ― Ucraina | Cronologia completa delle presenze e delle reti in nazionale ― Ucraina | Cronologia completa delle presenze e delle reti in nazionale ― Ucraina | Cronologia completa delle presenze e delle reti in nazionale ― Ucraina |
| Data                                                                   | Città                                                                  | In casa                                                                | Risultato                                                              | Ospiti                                                                 | Competizione                                                           | Reti                                                                   | Note                                                                   |
| ---------------------------------------------------------------------- | ---------------------------------------------------------------------- | ---------------------------------------------------------------------- | ---------------------------------------------------------------------- | ---------------------------------------------------------------------- | ---------------------------------------------------------------------- | ---------------------------------------------------------------------- | ---------------------------------------------------------------------- |
| 24-03-2016                                                             | Odessa                                                                 | Ucraina                                                                | 1 – 0                                                                  | Cipro                                                                  | Amichevole                                                             | -                                                                      | 46’                                                                    |
| 15-11-2016                                                             | Charkiv                                                                | Ucraina                                                                | 2 – 0                                                                  | Serbia                                                                 | Amichevole                                                             | -                                                                      |                                                                        |
| 6-6-2017                                                               | Graz                                                                   | Ucraina                                                                | 0 – 1                                                                  | Malta                                                                  | Amichevole                                                             | -                                                                      | 46’                                                                    |
| Totale                                                                 |                                                                        | Presenze                                                               | 3                                                                      |                                                                        | Reti                                                                   | 0                                                                      |                                                                        |

## Palmarès

### Club

#### Competizioni nazionali
- Supercoppa d'Ucraina: 2

Šachtar: 2015, 2017
- Coppa d'Ucraina: 4

Šachtar: 2015-2016, 2016-2017, 2017-2018, 2018-2019
- Campionato ucraino: 4

Šachtar: 2016-2017, 2017-2018, 2018-2019, 2019-2020